# Federação de Luxemburgo de Hóquei no Gelo
A Federação de Luxemburgo de Hóquei no Gelo é o órgão que dirige e controla o hóquei no gelo de Luxemburgo, comandando as competições nacionais e a seleção nacional.